# Archie Williams
Archie Williams (eigentlich Archibald Franklin Williams; * 1. Mai 1915 in Oakland, Kalifornien; † 24. Juni 1993 in Fairfax, Kalifornien) war ein US-amerikanischer Sprinter und Olympiasieger.

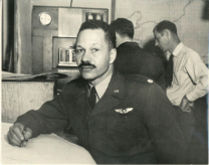
Archie Williams als Soldat (ca. 1950)

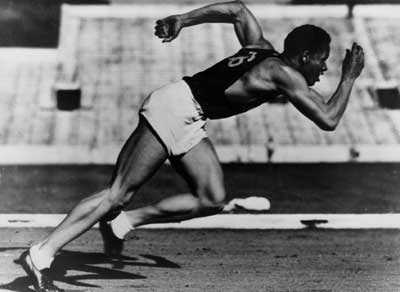
Williams 1936 in Berlin

Williams hatte als Sportler nur ein großartiges Jahr, erreichte in dieser Zeit aber mehr als andere im ganzen Leben. Das erste Lauftraining erhielt er am San Mateo Junior College, heute College of San Mateo. Später zog er um nach Berkeley, studierte Maschinenbau an der University of California, Berkeley und setzte sein Lauftraining fort. Vor 1936 war es ihm nie gelungen, die 47 Sekunden über 440 Yards zu unterbieten, aber bei den NCAA-Meisterschaften 1936 in Chicago war er in Top-Form und stellte mit 46,1 Sekunden einen Weltrekord auf.
Bei den Olympischen Spielen 1936 in Berlin präsentierte er sich ebenfalls in Bestform und gewann die Goldmedaille im 400-Meter-Lauf, vor dem Briten Godfrey Brown (Silber) und dem US-Amerikaner James LuValle (Bronze).
Eine komplizierte Verletzung am Oberschenkelmuskel beendete 1937 seine sportliche Karriere, und nach dem Studiumabschluss 1939 ergriff er im Rahmen des Civilian Pilot Training Programm (CPT) den Beruf des Píloten auf Verkehrsmaschinen. Er war einer von 91 Afroamerikanern die im ersten Jahr des CPT-Programms ihre private Pilotenlizenz erhielten. Er arbeitete danach für ein Flugserviceunternehmen am Flughafen Oakland und erwarb sich die Fluglehrerlizenz. Ab August 1941 war er ziviler Ausbilder an der Tuskegee Army Flying School in Tuskegee (Alabama). Eine Ausbildung zum Kampfpiloten wurde ihm versagt und er nahm als Pilot am Meteorology Aviation Cadet Program der United States Army Air Forces (USAAF) teil. In Tuskegee wurde er ab 1943 im Rang eines 2nd Lieutenant zuständig für die Wettervorhersage. Ab September 1944 wird er Fluglehrer für die Tuskegee-Airmen.
Während des Koreakrieges war er bei der 20. Weather Squadron in Nagoya, Japan stationiert. Weitere Stationen während des Kalten Krieges waren Long Island und Alaska und zuletzt die March Air Force Base, Riverside County in Kalifornien, wo er am 31. Mai 1964 im Rang eines Lieutenant Colonel das Militär verließ. Danach war er für ein Jahr als Lehrer in Riverside tätig und zog 1965 in den Marin County und unterrichtete als Lehrer für Mathematik und Physik bis zu einem Alter von 72 Jahren, an der Sir Francis Drake High School in San Anselmo.
Williams war Mitglied der ersten afroamerikanischen Studentenverbindung Alpha Phi Alpha (ΑΦΑ).
Er war mit Vesta Williams verheiratet und hinterließ zwei Söhne, Carlos und Archie jr.